# 洞口義浩
洞口 義浩（ほらぐち よしひろ、1982年6月17日 - ）は、日本のプロレスラー。

## 経歴
- アニマル浜口レスリング道場出身。SMASHの練習生として活動を始め、WNCへ。

2012年
- 9月1日、WNC豊橋大会で1回目の公開プロテストとして土肥孝司と対戦。
- 9月17日、名古屋大会で2回目のプロテストとして児玉ユースケ（現：児玉裕輔）と対戦し、合格を果たす。
- 10月26日、後楽園ホール大会にて土肥孝司戦でデビューするが、敗れる。

2013年
- 1月4日、「WNC FUTURE」板橋グリーンホール大会にて黒潮二郎とシングルも首固めに屈する[1]。
- 1月25日、新宿FACE大会で村瀬広樹の公開プロテストの相手となるが、アームロックで亜脱臼してしまう（村瀬は即第1試合でデビュー）[2]。
- 2月16日、WNC FUTUREで村瀬と初シングルもラリアットを喰らい敗れる[3]。
- 2月28日、新宿大会でライオン・マガヴォイ（現：藤原ライオン）のデビュー戦の相手を務めるが、ライオンクラッチに屈する[4]。
- 10月14日、WNC×REINA横浜ラジアントホール大会よりリングネームを「ホライゾン」とする[5]。

2014年
- 7月1日よりWRESTLE-1に移籍する選手に含まれず、フリーランスに転じる。また本名の洞口義浩にリングネームを戻す[6]。
- 7月9日、フリーランス初戦として我闘雲舞に参戦。マサ高梨とシングルマッチも敗れる[7]。
- 7月21日、REINA横浜大会で木藤裕次と組み、松田慶三&田村和宏組と対戦、しかし松田の豪腕ラリアット→逆エビ固めでギブアップ[8]。
- 7月23日、木藤裕次とともにガンバレ☆プロレスに乱入し、大家健代表に対戦を直訴、8月26日レッスル武闘館大会にて大家&タイガーベッドシーンとの対戦が決まった[9]。
- 9月14日、KAIENTAI DOJOの海王トーナメントに参戦。敗者のみが集まり負け残った選手が最弱となるバトルロイヤルに敗れ最弱となる。一からやり直すためにKAIENTAI DOJOに入団が決定。
- 9月15日、KAIENTAI DOJO所属として千葉発見伝 in 八千代 まぼろし堂に参戦。リッキー・フジとタッグを組み稲松三郎、関根龍一組と対戦するも、関根の龍蹴斗を喰らい敗北を喫す。
- 9月20日、海王 vs 逆海王で真霜拳號と対戦するも、無道で完敗を喫す。
- 10月21日の緊急特別平日プロレスで鈴木みのると対戦するも、脇固めで敗れる。

2016年
- 4月29日、（今年から）GW名物！試練の6番勝負第1戦で真霜拳號と対戦するも、真霜の無道で完敗を喫す。
- 4月30日、（今年から）GW名物！試練の6番勝負第2戦でバンビと対戦し、テキサスクローバー・ホールドで勝利。
- 5月1日、（今年から）GW名物！試練の6番勝負第3戦でタンク永井と対戦するも、スピアーをくらい敗れる。
- 5月3日、（今年から）GW名物！試練の6番勝負第4戦で旭志織と対戦するも、モダンタイムスで丸め込まれ敗れる。
- 5月4日、（今年から）GW名物！試練の6番勝負第5戦の稲松三郎との戦いでハードコアマッチを直訴。デスバレー・ボムで敗れるも、これからの飛躍に期待できる戦いとなった。
- 5月5日、（今年から）GW名物！試練の6番勝負最終戦で同じ赤闘覇の滝澤大志と対戦。タイガードライバーで敗れ、1勝5敗で終わる。
- 12月14日よりプロレスリング・ノアに参戦[10]。

2019年
- 5月6日、5月31日付でKAIENTAI DOJOを退団することを発表[11]。

## エピソード
- リング入場時には「気合いだ!!」と叫ぶ。
- B×Bハルクをプロレススタイルの理想形としている。
- 2016年8月26日、8月27日の両日、コルバタ第9回公演「和牛ステーキ 1 ポンド」にゲスト出演した。
- 2016年9月7日放送のTBSテレビ水曜日のダウンタウンに出演。
- 日頃は千葉PARCOのタワーレコードで音楽を視聴している。

## 得意技
- ポンプキック
- ビックブーツ
- ジャーマンスープレックスホールド
- テキサスクローバーホールド

## 入場曲
- DG（GAIN）